# 1919 год в истории метрополитена
В этой статье перечисляются основные  события из истории метрополитенов в 1919 году. Полужирным шрифтом выделены открытия новых транспортных систем.

## События
- 15 апреля — на линии Бродвея и Седьмой авеню, Ай-ар-ти Нью-Йоркского метрополитена был открыт тоннель Кларк-стрит[1][2].
- 17 октября — открыт Мадридский метрополитен[3].